# Banca centrale del Manciukuò

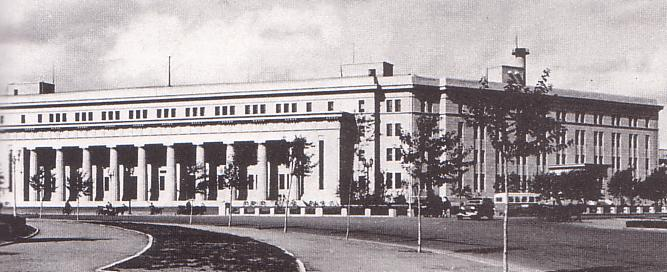
La Banca centrale di Manciù nel 1939

La Banca centrale del Manciukuò (in cinese 滿洲中央銀行 e traslitterato Manshū Chūō Ginkō) era la banca centrale dello Stato del Manciukuò, aveva 140 filiali tra cui alcune in Cina (quella fantoccio occupata dai giapponesi) e Giappone. Venne creata con apposito atto legislativo l'11 giugno 1932 ad Hsinking. Era una società per azioni con un capitale di 30.000.000 yuan, nella quale il governo doveva detenere un minimo del 25% delle azioni che poteva fare salire in qualsiasi momento sino ad un massimo del 50%. La banca ha ufficialmente aperto i battenti il primo luglio 1932, come fusione delle quattro principali banche di emissione monetaria allora presenti in Manciuria ovvero la Banca delle tre provincie orientali, la Banca di Kirin, la Banca dell'Heilungkiang, e Banca della frontiera.
La banca centrale del Manciukuò funzionava sia da banca centrale per lo Stato del Manciukuò ma operava anche come normale banca finanziando attività economiche. La banca tramite le sue partecipazioni azionarie era anche uno strumento di controllo giapponese sull'economia del Paese.

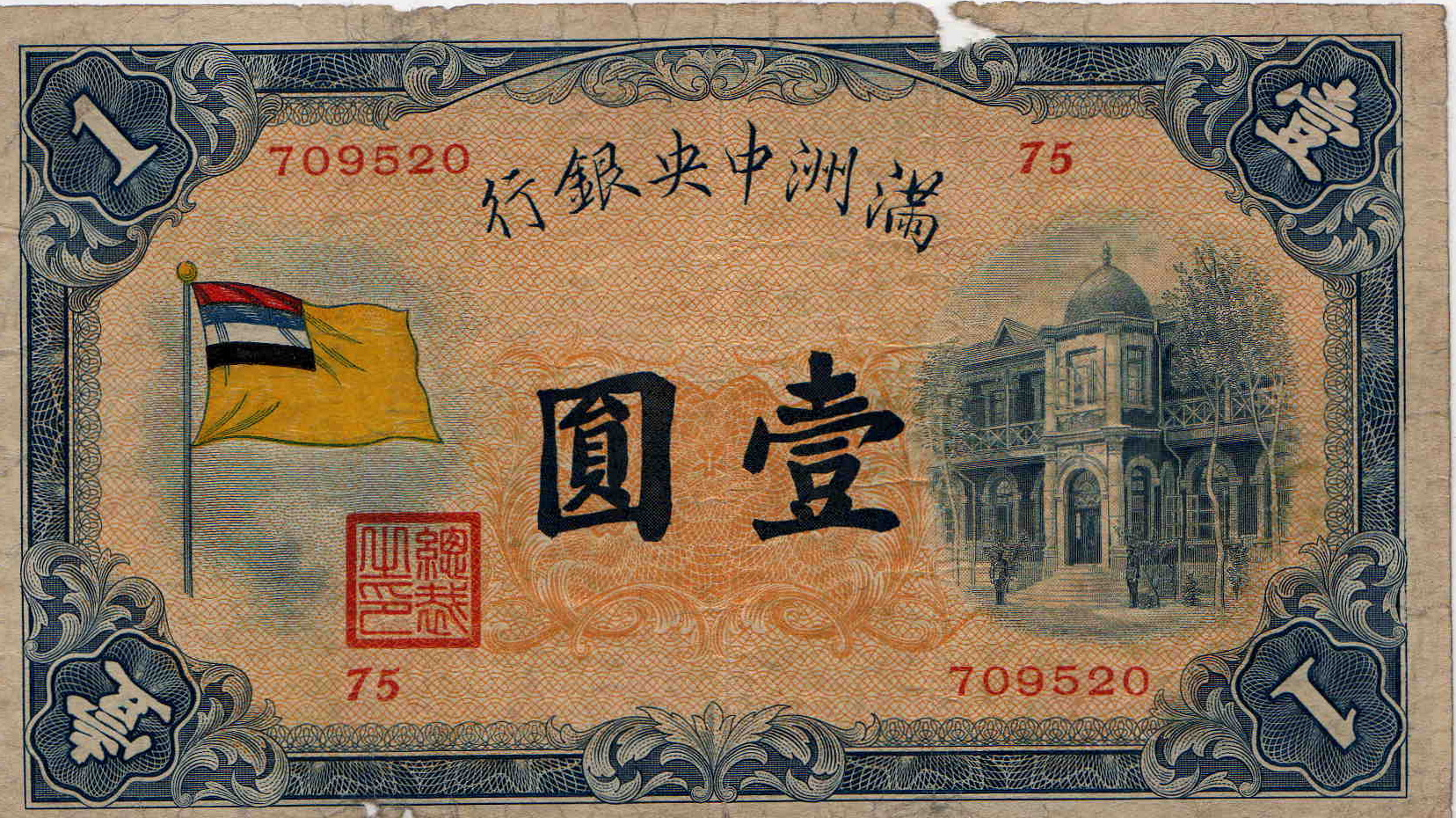
Banconota di uno yuan della banca del Manchukuò (1932)

Ai sensi delle normative economiche che avevano portato alla sua fondazione la Banca centrale del Manciukuò emetteva lo yuan del Manciukuò che si basava sul classico sistema valutario cinese basato sull'argento, nel caso specifico 1 yuan del Manciukuò equivaleva a 23,91 grammi di argento. Per statuto la banca doveva detenere nella propria sede centrale argento o oro o valuta pregiata pari al 30% della valuta emessa, oppure possedere depositi in oro e argento presso banche estere per lo stesso importo percentuale. Nonostante ciò non era possibile il cambio della valuta in metallo pregiato come invece avveniva in altre banche centrali. La politica monetaria della Banca centrale Manchù fallì a causa delle fluttuazioni che subì l'argento nel corso degli anni trenta, lo yuan del Manciukuò venne quindi ancorato allo Yen giapponese sino a raggiungerne la parità. Alla fine del periodo di attività della Banca centrale Mancchù nel 1945 erano stati emessi 12 miliardi di yuan riscattati nel 1948 dalla Banca Pei Tung